# Kanton Cotignac
Kanton Cotignac (fr. Canton de Cotignac) je francouzský kanton v departementu Var v regionu Provence-Alpes-Côte d'Azur. Tvoří ho šest obcí.

## Obce kantonu
- Carcès
- Correns
- Cotignac
- Entrecasteaux
- Montfort-sur-Argens
- Saint-Antonin-du-Var